# Rossiya (Schiff, 1985)
Der Atomeisbrecher Rossiya (russisch Россия, deutsche Transkription Rossija, auf Deutsch „Russland“) ist ein Atomeisbrecher der Arktika-Klasse.
Die Rossiya hat eine Wasserverdrängung von 22.920 Tonnen, Nuklearantrieb und eine Maschinenleistung von 55.000 kW bzw. 75.000 PS und kann bis zu fünf Meter dickes Eis durchbrechen.
Das Schiff benötigt bei 10 kn permanenter Fahrt ca. 300 Gramm Uran/Tag.

## Geschichte
Die Kiellegung des Atomeisbrechers des modernisierten Projekts 10521 fand am 20. Februar 1981 auf dem Baltischen Werk in Leningrad statt. Der Stapellauf erfolgte am 2. November 1983. Am 21. Dezember 1985 wurde das Schiff in Betrieb genommen und in der Arktis eingesetzt. Im Januar 1989 nahm es an der Rettung der Polarstation SP-28 teil. 1990 fuhr das Schiff zum Nordpol, zum ersten Mal in der Weltgeschichte mit westlichen Touristen an Bord als Kreuzfahrtschiff. Das Schiff darf nur im Hohen Norden eingesetzt werden, selbständig kann die Rossiya in warmen Gewässern nicht fahren, denn die Kernreaktoren an Bord brauchen kaltes Wasser zur Kühlung.
Am 17. September 2011 verließ das Schiff den Heimathafen in Murmansk in Richtung Nordpol mit der Expedition „Arktika-2011“ an Bord.
Kapitäne der Rossiya
- Anatoli Alexejewitsch Lamechow (1984 bis 2010), Held der sozialistischen Arbeit
- A. M. Spirin (seit 2010)